# Arzonella
Arzonella is een geslacht van vliesvleugeligen uit de familie Encyrtidae. De wetenschappelijke naam van dit geslacht is voor het eerst geldig gepubliceerd in 1990 door Pagliano & Scaramozzino.

## Soorten
Het geslacht Arzonella is monotypisch en omvat slechts de volgende soort:
- Arzonella curiosa (Girault, 1940)